# Epigynopteryx pyrographa
Epigynopteryx pyrographa är en fjärilsart som beskrevs av Debauche 1937. Epigynopteryx pyrographa ingår i släktet Epigynopteryx och familjen mätare. Inga underarter finns listade i Catalogue of Life.